# Skytten (stjernebillede)
 For alternative betydninger, se Skytten. (Se også artikler, som begynder med Skytten)
Skytten (Sagittarius) er et stjernebillede på den nordlige himmelkugle. Centrum i vor egen galakse Mælkevejen befinder sig "bag" dette stjernebillede.
Det var fra Skytten at man den 15. august 1977 opfangede Wow! signalet. 